# Portada/efemèride juliol 29
Mikis Theodorakis
« 28 de juliol · 29 de juliol · 30 de juliol »